# Europamästerskapet i ishockey för herrar 1925
Europamästerskapet i ishockey 1925 var det nionde europamästerskapet i ishockey för landslag. Turneringen avgjordes för andra gången i Tjeckoslovakien. Turneringen spelades mellan 8 och 11 januari 1925. Till spelplats hade Slavia utanför Prag utsetts, men blidväder förhindrade spel i Tjeckoslovakiens huvudstad. Spelplats ändrades snabbt till Tatrabergen och en natursjöis, vid Vysoké Tatry — Štrbské Pleso och Starý Smokovec — som snöröjts för att kunna hysa spel. Turneringen fick med detta arrangemang ett förhållandevist lågt åskådarantal och matcherna fick ofta ta paus för att röja spelplanen från snö. Endast fyra lag deltog i Europamästerskapet, förutom värdlandet Tjeckoslovakien deltog lag från Schweiz, Österrike och Belgien. Tjeckoslovakien vann turneringen vilket innebar deras andra slutseger i Europamästerskapet.

## Resultat
| Datum           | Match                       | Resultat        |
| --------------- | --------------------------- | --------------- |
| 8 januari 1925  | Schweiz - Belgien           | 1 - 1 (1-0,0-1) |
| 9 januari 1925  | Tjeckoslovakien - Österrike | 3 - 0 (1-0,2-0) |
| 11 januari 1925 | Tjeckoslovakien - Schweiz   | 1 - 0 (1-0,0-0) |
| 11 januari 1925 | Österrike - Belgien         | 2 - 0 (1-0,1-0) |
| 11 januari 1925 | Österrike - Schweiz         | 2 - 2 (1-0,1-2) |
| 11 januari 1925 | Tjeckoslovakien - Belgien   | 6 - 0 (4-0,2-0) |

### Tabell
| Plac. | Lag             | Matcher | Segrar | Oavgj. | Förl. | Mål    | Poäng |
| ----- | --------------- | ------- | ------ | ------ | ----- | ------ | ----- |
| 1     | Tjeckoslovakien | 3       | 3      | 0      | 0     | 10 - 0 | 6     |
| 2     | Österrike       | 3       | 1      | 1      | 1     | 4 - 5  | 3     |
| 3     | Schweiz         | 3       | 0      | 2      | 1     | 3 - 4  | 2     |
| 4     | Belgien         | 3       | 0      | 1      | 2     | 1 - 8  | 1     |

## Medaljer
| Europamästerskapet 1925 | Land            |
| ----------------------- | --------------- |
| Guld                    | Tjeckoslovakien |
| Silver                  | Österrike       |
| Brons                   | Schweiz         |

## Skytteliga
| Spelare            | Mål |
| ------------------ | --- |
| Josef Maleček      | 5   |
| Jaroslav Jirkovský | 3   |
| Ulrich Lederer     | 2   |

## Laguppställningar

### Tjeckoslovakien
Jan Peka, Jaroslav Stránský - Josef Šroubek, Karel Pešek-Káďa, Josef Maleček, Jaroslav Jirkovský, Otakar Vindyš, Vilém Loos, Jaroslav Hamáček, Karel Koželuh, František Lorenc, Jan Pušbauer

### Österrike
Herbert Brück, Walter Brück, Louis Goldschmied, Alexander Lebselter, Ylrich Lederer, Alfred Revi, Kurt Wollinger.

### Schweiz
Roberto Angi, Jaques Besson, Louis Dufour, Charles Fasel, Albert Geromini, Fritz Kraatz, Heinrich Meng, Putzi Müller, Alexander Spengler.